# 밀면

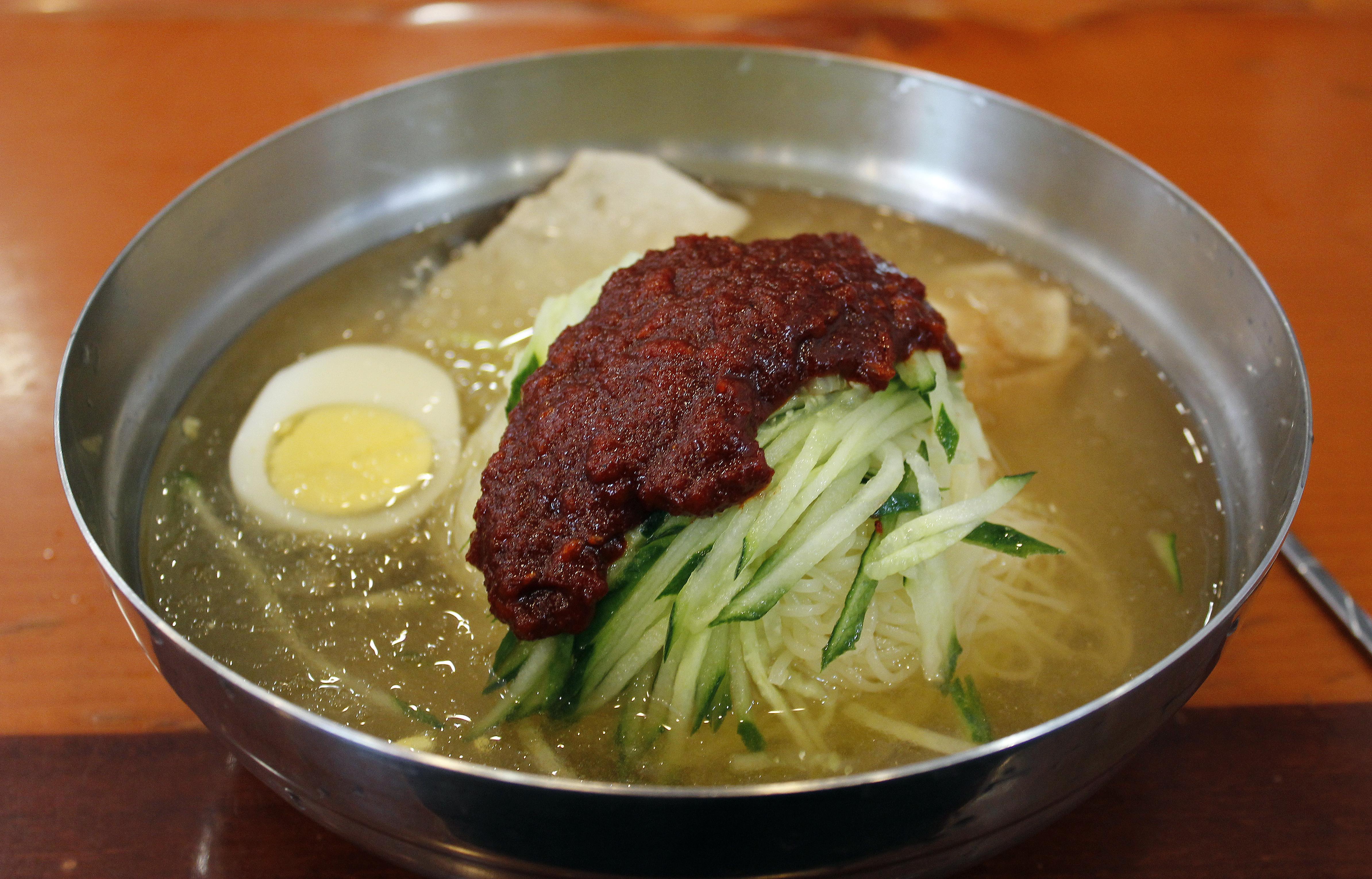
밀면의 모습.

밀면은 부산의 향토 음식 중 하나이다. 밀가루, 녹말가루(고구마 녹말, 감자 녹말) 등을 배합하여 만든 면과 돼지 또는 소의 사골과 여러 가지 약초, 채소 등으로 우려낸 육수를 시원하게 해서 함께 먹는다. 냉면과 유사하게 물밀면, 비빔밀면이 대표적이며 면에 쑥 등을 첨가한 쑥밀면도 있다.

## 역사
밀면의 기원에 대해 여러 가지 설이 있다. 첫 번째 설은 한국 전쟁 당시 피난민들이 배고픔을 달래기 위해 만들어 먹었다고 한다. 두 번째로는 조선민주주의인민공화국 함경남도 함흥 출신의 모녀가 부산에서 냉면집을 열면서 밀면이 탄생했다고 한다. 세 번째는 진주 밀국수 냉면에서 유래되었다는 설이다. 예전부터 진주에는 멸치로 국물을 낸 밀국수 냉면이 있었는데 1925년 경남도청이 진주에서 부산으로 이전하면서 진주의 밀국수 냉면이 부산으로 와 부산 밀면으로 정착되었다는 것이다.

## 특징
냉면과 다른점은 메밀가루 대신 밀가루와 감자 또는 고구마 녹말을 섞어 면을 만든다는 점이다. 또한, 다소 밋밋한 맛이 나는 평양냉면과는 달리 자극적인 음식을 좋아하는 부산지역의 입맛에 맞춰 양념이 많이 들어가 새콤달콤한 맛이 난다. 밀가루와 녹말가루로 면을 만들어 가격이 7천원에서 9천원 사이로 냉면에 비해 저렴한 편이다.

## 그 외
부산 이외의 지역 중에서 특이하게 밀면을 찾아볼 수 있는 곳이 제주도이다. 제주도는 밀면의 면을 100% 밀가루를 사용하며, 고기국수와 마찬가지로 면이 상당히 굵은 것이 특징이다. 또한 국물을 다른 육수가 아닌 멸치나 디포리를 사용하거나 돼지고기 살만을 끓여 육수를 내는 것이 특징이다. 따라서 육수가 부산식에 비해 심심하다. 면의 주 재료를 밀가루만 사용한다는 부분에서는 비슷하고 명칭도 유사하지만 육수나 면의 굵기를 보았을 때는 지역에 맞춰 변화가 된 것으로 보인다. 하지만 정확한 전래가 없어 경상도로부터 전래되었는지는 명확하지가 않다.